# Пон-сюр-л’Оньон
Пон-сюр-л’Оньо́н (фр. Pont-sur-l'Ognon) — коммуна во Франции, находится в регионе Франш-Конте. Департамент — Верхняя Сона. Входит в состав кантона Виллерсексель. Округ коммуны — Люр.
Код INSEE коммуны — 70420.

## География

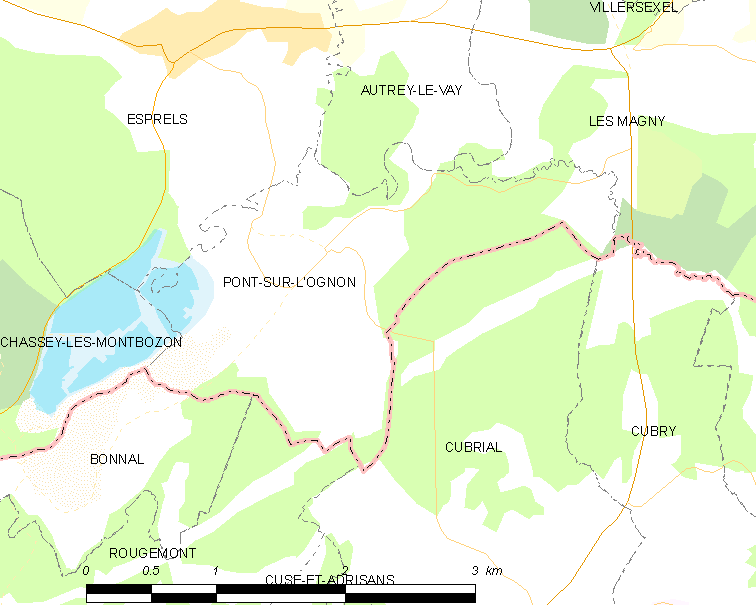
Карта коммуны

Коммуна расположена приблизительно в 340 км к юго-востоку от Парижа, в 45 км северо-восточнее Безансона, в 21 км к юго-востоку от Везуля.
По территории коммуны протекает река Оньон.

## Население
Население коммуны на 2010 год составляло 57 человек.
| 1962 | 1968 | 1975 | 1982 | 1990 | 1999 | 2010 |
| ---- | ---- | ---- | ---- | ---- | ---- | ---- |
| 52   | 47   | 45   | 43   | 48   | 51   | 57   |

## Экономика
В 2010 году среди 32 человек трудоспособного возраста (15—64 лет) 24 были экономически активными, 8 — неактивными (показатель активности — 75,0 %, в 1999 году было 76,7 %). Из 24 активных жителей работали 22 человека (11 мужчин и 11 женщин), безработных было 2 (0 мужчин и 2 женщины). Среди 8 неактивных 0 человек были учениками или студентами, 5 — пенсионерами, 3 были неактивными по другим причинам.

## Достопримечательности
- Замок Пон-сюр-л’Оньон (XVII век). Исторический памятник с 1987 года[3]